# Union Cycliste Internationale

Union Cycliste Internationale logo.

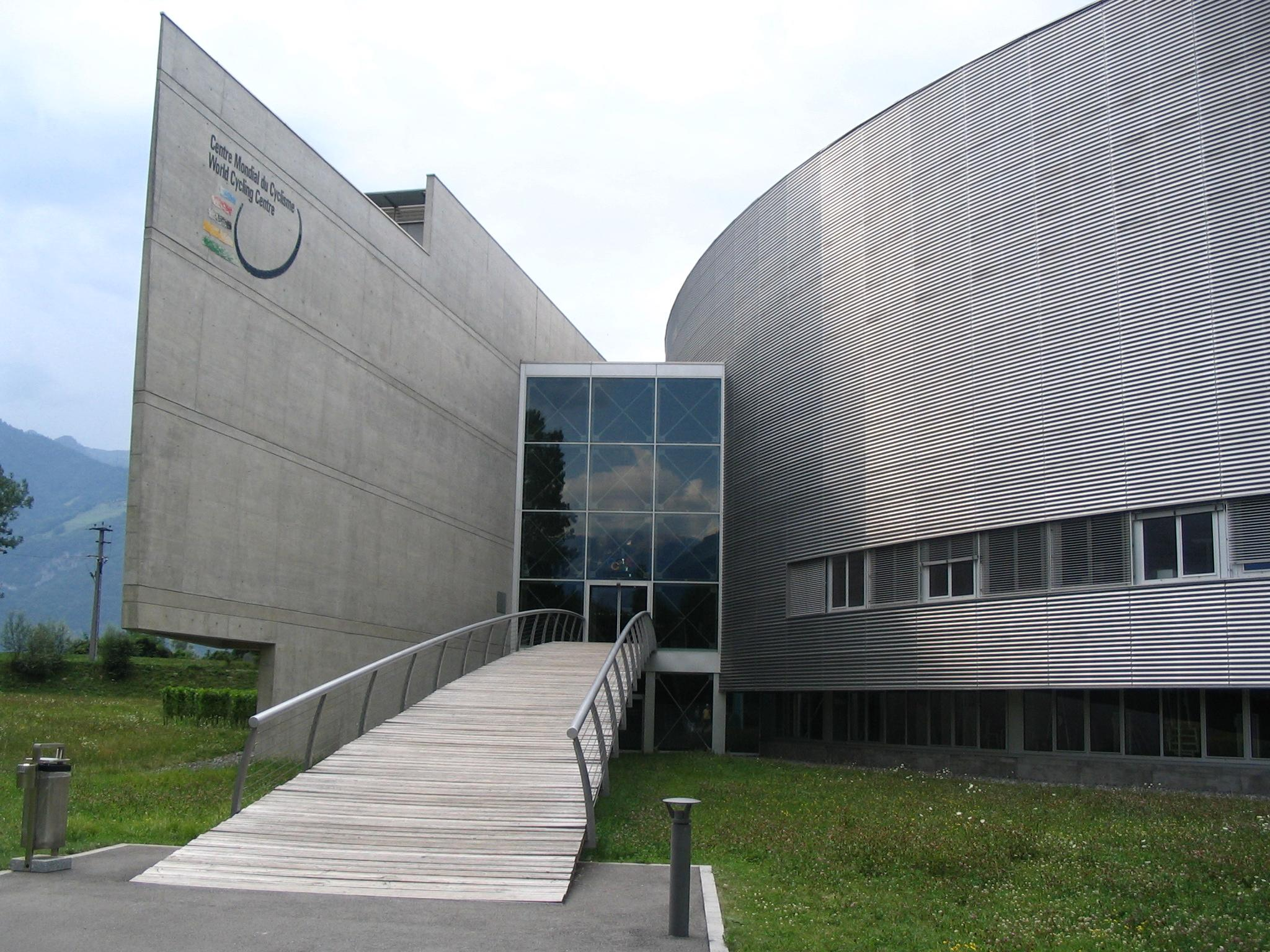
Entrén till UCI:s huvudkontor i Aigle i Schweiz

Union Cycliste Internationale (UCI) bildades den 14 april 1900 i Paris och är organisationen som ansvarar för professionella cykeltävlingar. UCI:s huvudkontor ligger i Aigle i Schweiz. Den svenska översättningen är Internationella cykelunionen.
UCI utfärdar licenser för cyklisterna och utdelar disciplinära straff, såsom dopingavstängningar. De har också ansvar för klassificeringen av tävlingar och rankingpoängen i mountainbike, landsvägs- och bancykling, för både män och kvinnor, amatörer och professionella.
Mellan 1988 och 2004 administrerade UCI World Cup, en tävling som varade en hel säsong och innehöll ett tiotal stora endagstävlingar. 2005 ersattes denna av UCI ProTour, som ledde till en konflikt mellan tävlingsarrangörerna/stallen och UCI. Protouren rasade samman efter två år, men 2011 skapades UCI WorldTour efter att tävlingsarrangörerna, stallen och UCI enats.